# Эхтра
Э́хтра (др.-ирл. echtra — «странствие») — один из основных жанров ирландских легенд, повествующий о приключениях героя в Потустороннем мире (Tír na nÓg или Mag Mell).
Эхтра отличается от родственного жанра имрам тем, что в последнем в центре внимания — само путешествие по дороге в потусторонний мир, в то время как в эхтре — приключения героя в потустороннем мире. Жанр был настолько популярен, что многие произведения о любых приключениях, в первую очередь рыцарские романы, стали включать термин в своё название.
В результате пребывания в потустороннем мире, герой может остаться среди сидов навсегда, или вернуться к людям. При возвращении нередко оказывается, что за время пребывания героя у сидов, в нашем мире прошли долгие годы.